# Catalogue de cartes cryptologiques
Un catalogue de cartes cryptologiques ou catalogue de charactéristiques est un système cryptologique conçu en 1935 ou 1936 par le cryptologue polonais Marian Rejewski du Biuro Szyfrów pour faciliter le déchiffrement des codes allemands de la machine Enigma.